# Esparron-de-Verdon
Esparron-de-Verdon é uma comuna francesa na região administrativa da Provença-Alpes-Costa Azul, no departamento dos Alpes da Alta Provença. Estende-se por uma área de 34,2 km². Em 2010 a comuna tinha 400 habitantes (densidade: 11,7 hab./km²).